# Bahrein ai Giochi della XXVIII Olimpiade
Il Bahrein partecipò ai Giochi della XXVIII Olimpiade, svoltisi ad Atene, Grecia, dal 13 al 29 agosto 2004, con una delegazione di 10 atleti impegnati in quattro discipline.

## Delegazione
| Sport            | Uomini | Donne | Totale |
| ---------------- | ------ | ----- | ------ |
| Atletica leggera | 4      | 2     | 6      |
| Nuoto            | 1      | 1     | 2      |
| Tiro             | 1      | -     | 1      |
| Vela             | 1      | -     | 1      |
| Totale           | 7      | 3     | 10     |

## Risultati

### Atletica leggera
| Q | Qualificato al turno successivo per la Classifica in qualificazione                                                          |
| q | Qualificato per il turno successivo per ripescaggio o, negli eventi su campo, conquistando la misura minima per qualificarsi |

Maschile
Eventi su pista e strada
| Atleta            | Evento       | Batteria  | Batteria   | Semifinale      | Semifinale      | Finale          | Finale          |
| Atleta            | Evento       | Risultato | Classifica | Risultato       | Classifica      | Risultato       | Classifica      |
| ----------------- | ------------ | --------- | ---------- | --------------- | --------------- | --------------- | --------------- |
| Yusuf Saad Kamel  | 800 m piani  | 1'46"94   | 3º         | non qualificato | non qualificato | non qualificato | non qualificato |
| Rashid Ramzi      | 1500 m piani | 3'37"93   | 4º Q       | 3'44"60         | 11º             | non qualificato | non qualificato |
| Abdelhak Zakaria  | 5000 m piani | 13'42"04  | 15º        | N.D.            | N.D.            | non qualificato | non qualificato |
| Al Mustafa Riyadh | Maratona     | N.D.      | N.D.       | N.D.            | N.D.            | dnf             | dnf             |

Femminile
Eventi su pista e strada
| Atleta           | Evento      | Batteria  | Batteria   | Quarti di finale | Quarti di finale | Semifinale      | Semifinale      | Finale          | Finale          |
| Atleta           | Evento      | Risultato | Classifica | Risultato        | Classifica       | Risultato       | Classifica      | Risultato       | Classifica      |
| ---------------- | ----------- | --------- | ---------- | ---------------- | ---------------- | --------------- | --------------- | --------------- | --------------- |
| Ruqaya Al-Ghasra | 100 m piani | 11"49     | 5ª         | non qualificata  | non qualificata  | non qualificata | non qualificata | non qualificata | non qualificata |
| Nadia Ejjafini   | Maratona    | N.D.      | N.D.       | N.D.             | N.D.             | N.D.            | N.D.            | dnf             | dnf             |

### Nuoto
Maschile
| Atleta        | Evento             | Batteria  | Batteria   | Semifinale      | Semifinale      | Finale          | Finale          |
| Atleta        | Evento             | Risultato | Classifica | Risultato       | Classifica      | Risultato       | Classifica      |
| ------------- | ------------------ | --------- | ---------- | --------------- | --------------- | --------------- | --------------- |
| Hesham Shehab | 100 m stile libero | 57"94     | 66º        | non qualificato | non qualificato | non qualificato | non qualificato |

Femminile
| Atleta           | Evento            | Batteria  | Batteria   | Semifinale      | Semifinale      | Finale          | Finale          |
| Atleta           | Evento            | Risultato | Classifica | Risultato       | Classifica      | Risultato       | Classifica      |
| ---------------- | ----------------- | --------- | ---------- | --------------- | --------------- | --------------- | --------------- |
| Sameera Al-Bitar | 50 m stile libero | 31"00     | =63ª       | non qualificata | non qualificata | non qualificata | non qualificata |

### Tiro a segno/volo
Maschile
| Atleta               | Evento                      | Qualificazioni | Qualificazioni | Finale          | Finale          |
| Atleta               | Evento                      | Punti          | Classifica     | Punti           | Classifica      |
| -------------------- | --------------------------- | -------------- | -------------- | --------------- | --------------- |
| Khalid Ahmed Mohamed | Pistola 10 m aria compressa | 553            | 45º            | non qualificato | non qualificato |

### Vela
Maschile
| Atleta       | Evento | Regata | Regata | Regata | Regata | Regata | Regata | Regata | Regata | Regata | Regata | Regata | Punteggio netto | Classifica finale |
| Atleta       | Evento | 1      | 2      | 3      | 4      | 5      | 6      | 7      | 8      | 9      | 10     | M*     | Punteggio netto | Classifica finale |
| ------------ | ------ | ------ | ------ | ------ | ------ | ------ | ------ | ------ | ------ | ------ | ------ | ------ | --------------- | ----------------- |
| Sami Kooheji | Laser  | 41     | 39     | 35     | 32     | OCS    | 38     | 42     | 41     | 39     | 36     | 41     | 384             | 42º               |